# Brestovac (gmina Bojnik)
Brestovac (cyr. Брестовац) – wieś w Serbii, w okręgu jablanickim, w gminie Bojnik. W 2011 roku liczyła 228 mieszkańców.